# Окшин, Юрий Васильевич
Юрий Васильевич Окшин (род. 6 октября 1938; Усть-Каменогорск, Казахская ССР) —2024, г.Москва РФ.Казахстанский общественный и политический деятель. Депутат Сената Парламента Республики Казахстан (1997—2002).

## Биография
Юрий Васильевич Окшин Родился 6 октября 1938 года в г. Усть-Каменогорске Восточно-Казахстанской обл., русский.
В 1961 году окончил Омский сельскохозяйственный институт по специальности «Учёный-зоотехник».
В 1976 году окончил Высшую партийную школу при ЦК КПСС по специальности «политолог».

## Трудовая деятельность
С 1961 по 1973 годы — Инструктор Восточно-Казахстанского обкома ЛКСМК, секретарь областного общества «Знание», заведующий лекторской группой, заместитель заведующего отделом обкома ЛКСМК, инструктор обкома партии, секретарь обкома ЛКСМК.
С 1973 по 1974 годы — Председатель Большенарымского райисполкома.
С 1976 по 1988 годы — Инструктор, зам. зав. отделом Восточно-Казахстанского обкома партии.
С 1981 по 1982 годы — Советник ЦК КПСС в Афганистане.
С 1988 по 1997 годы — Председатель Восточно-Казахстанской областной телерадиокомпании.
С декабрь 2002 года Находится на пенсии.

## Выборные должности, депутатство
С декабрь 1997 по декабрь 2002 годы — Депутат Сената Парламента Республики Казахстан от Восточно-Казахстанской области.
Делегат 12-го съезда комсомола Казахстана.

## Награды и звания
- Орден «Знак Почёта» (СССР)
- Орден «Слава» (Афганистан)
- Орден Курмет (Казахстан 2001 года)[1]
- Медаль «Астана» (1998)
- Почётная грамота Верховного Совета КазССР.
- Юбилейная медаль «20 лет Астане» (2018).[2]
- Награждён государственными, правительственными медалями СССР и Республики Казахстан.